# Vans
Vans – amerykański producent butów i akcesoriów sportowych, przeznaczonych do skateboardingu, surfingu, BMX oraz snowboardingu.

## Historia
Historia firmy Vans rozpoczęła się 16 marca 1966, gdy Paul Van Doren wraz z trzema wspólnikami (Jim Van Doren, Gordy Lee, Serge D’Elia) otworzył w Anaheim w Kalifornii swój pierwszy sklep pod nazwą Van Doren Rubber Company, w którym produkowali, a następnie sprzedawali buty.
Pod koniec lat 70. Vans posiadał 70 sklepów w całej Kalifornii, a swoje wyroby za pomocą dealerów sprzedawał zarówno w całych Stanach Zjednoczonych, jak i poza ich granicami.